# Tricentrus syrandrikae
Tricentrus syrandrikae är en insektsart som beskrevs av Thirumalai och Ananthasubramanian 1981. Tricentrus syrandrikae ingår i släktet Tricentrus och familjen hornstritar. Inga underarter finns listade i Catalogue of Life.